# Quai du Lot
Le quai du Lot est un quai situé le long du canal Saint-Denis, à Paris, dans le 19e arrondissement.

## Situation et accès
Le quai commence au Boulevard Macdonald et longe le canal Saint-Denis jusqu'aux limites du Département Seine-Saint-Denis près d'Aubervilliers.

## Origine du nom
Il est nommé d'après l'affluent de la Garonne, le Lot, une rivière française qui donna son nom à deux départements : le Lot (46) et le Lot-et-Garonne (47).

## Historique
La partie comprise entre la limite de l'ancienne enceinte fortifiée, le boulevard Macdonald et la limite du territoire d'Aubervilliers était située autrefois sur le territoire d'Aubervilliers, et fut annexée à Paris par décret du 27 juillet 1930. Il prend son nom actuel le 27 juillet 1936.